# سباستین دوکورنو
سباستین دوکورنو (انگلیسی: Sébastien Ducourneau؛ زادهٔ ۸ اکتبر ۱۹۷۵) بازیکن فوتبال اهل فرانسه است.
از باشگاه‌هایی که در آن بازی کرده‌است می‌توان به باشگاه فوتبال آنژه اشاره کرد.